# إيراسمو فاسكويز
إيراسمو فاسكويز (توفي في 22 أبريل 2021) طبيب وسياسي من الدومينيكان.

## السيرة الشخصية
كان وزيرا للصحة العامة بين عامي 1996 و1998 في ظل حكومة ليونيل فرنانديز. كما كان رئيسًا لكلية الطب الدومينيكية تحت رئاسة دانيلو ميدينا.
أثناء جائحة كوفيد 19 في جمهورية الدومينيكان، دعا إلى خطة وطنية واستخدام إيفيرمكتين ضد كوفيد 19. توفي بسبب كوفيد في 22 أبريل 2021 في اتحاد سانتياغو الطبي في سانتياغو دي لوس كاباليروس ، حيث تم قبوله في مارس الماضي.